# Still the Same: Great Rock Classics of Our Time
Still the Same: Great Rock Classics of Our Time – dwudziesty czwarty studyjny album angielskiego piosenkarza rockowego Roda Stewarta. Został wydany w 2006 roku przez wytwórnię J Records.
Album w Polsce uzyskał status złotej płyty.

## Lista utworów
1. „Have You Ever Seen The Rain?” (John Fogerty) – 3:12
2. „Fooled Around and Fell in Love” (Elvin Bishop) – 3:48
3. „I'll Stand by You” (Chrissie Hynde, Thomas Kelly, William Steinberg) – 4:29
4. „Still the Same” (Bob Seger) – 3:38
5. „It's a Heartache” (Ronnie Scott, Steve Wolfe) – 3:32
6. „Day After Day” (Peter Ham) – 3:07
7. „Missing You” (Mark Leonard, Charles Sandford, John Waite) – 4:18
8. „Father and Son” (Cat Stevens) – 3:36
9. „The Best of My Love” (Don Henley, Glenn Frey, J.D. Souther) – 3:44
10. „If Not for You” (Bob Dylan) – 3:36
11. „Love Hurts” (Boudleaux Bryant) – 3:47
12. „Everything I Own” (David Gates) – 3:06
13. „Crazy Love” (Van Morrison) – 2:42
14. „Lay Down Sally” (bonus track na wyd. UK) (Eric Clapton, Marcy Levy, George Terry) – 4:00

## Pozycje na listach
| Pozycja na liście | 1       | 6       | 13      | 25      | 40      | 44      | 60      | 55      | 67      | 63      | 67      | 111     |
| Łączna sprzedaż   | 184,304 | 264,058 | 308,752 | 345,080 | 372,441 | 398,200 | 424,665 | 450,041 | 480,312 | 520,391 | 579,900 | 593,350 |